# Nicolas Jean de Dieu Soult
Nicolas Jean-de-Dieu Soult, vévoda dalmatský (29. března 1769 v Saint-Amans-La-Bastide, dnes Saint-Amans-Soult, departement Tarn na jihu Francie – 26. listopadu 1851, tamtéž) byl francouzský revoluční generál, maršál Francie a ministerský předseda Francie.

## Život
Nicolas Jean de Dieu Soult byl synem notáře Jeana Soulta (1726–1779), jenž pocházel ze starousedlické rodiny sklářů. Matkou byla Brigitte de Grenierová. Nicolas Jean měl šest dalších sourozenců. Roku 1785 vstoupil do královské armády a sloužil v pluku Royal Infanterie. Roku 1787 opustil nakrátko službu v armádě. Během Francouzské revoluce jeho kariéra strmě stoupala, když se vyznamenal pod generálem Custinem a Lazarem Hochem. Koncem ledna 1792 byl rotmistr Soult povýšen a sloužil jako podporučík v 1. praporu hornorýnských dobrovolníků, kteří byli podřízení generálu Kellermannovi. V červnu 1792 se stal zastupujícím velitelem praporu a v listopadu 1793 byl jeho prapor přidělen k Rýnské armádě, které velel generál Jourdan. V roce 1794, po bitvě u Fleurus (25. června 1794), byl jmenován brigádním generálem a bojoval na Rýnu a Mohanu. V této hodnosti bojoval i u Altenkirchenu (4. června 1796), kde zvítězil nad Rakušany. Roku 1799 velel brigádě v předvoji Dunajské armády pod Lefebvrem: zde si vydobyl povýšení na divizního generála v bitvě u Stockachu (25. března 1799), kde Francouzi byli poraženi Rakušany, kteří je početně skoro čtyřnásobně přečíslili. V bitvě byl raněn generál Lefebvre a Soult se stal zastupujícím velitelem. Téhož roku byl Soult přemístěn do Švýcarska pod velení Massény a bojoval v druhé bitvě u Curychu (25. září 1799), kde se vyznamenal přetnutím spojení mezi Rusy Rimského-Korsakova a Rakušany pod von Hotzem, aby pak odbojné kantony hladce obsadil a pronásledoval zbytky ruských vojsk. Následujícího roku převzal pod Massénou velení pravého křídla Italské armády, s kterou se uzavřel i s vrchním velitelem v obleženém Janově. Při jednom výpadu z obleženého města byl těžce raněn na úpatí Monte Creto (13. května 1800) a zajat. Po bitvě u Marenga (14. června 1800) byl ze zajetí propuštěn a na rozkaz Prvního konzula se ujal velení v Piemontu.

### 1802–1814
Roku 1802 se stal generálplukovníkem Konsulární gardy a v letech 1803 až 1805 velel táboru v Boulogne, kde byla armáda cvičena k invazi do Anglie. Po zřízení císařství byl 19. května 1804 povýšen do hodnosti císařského maršála.
V následujícím tažení roku 1805 velel IV. sboru a v bitvě u Slavkova (2. prosince 1805) zaujal pozice ve středu francouzské sestavy. Jeho dvěma divizím (Saint-Hillaire a Vandamme) pak připadl úkol provést slavný „Lví skok“ – obsazení Starých Vinohradů a výšiny Prace – který rozhodl bitvu. V následujícím tažení roku 1806–1807 bojoval v bitvě u Jeny (14. října 1806) i u Pruského Jílového (8. února 1807). Dva dny po bitvě u Friedlandu 16. června 1807 obsadil Königsberg (dnes Kaliningrad). Po Tylžském míru byl jmenován vévodou Dalmatským.

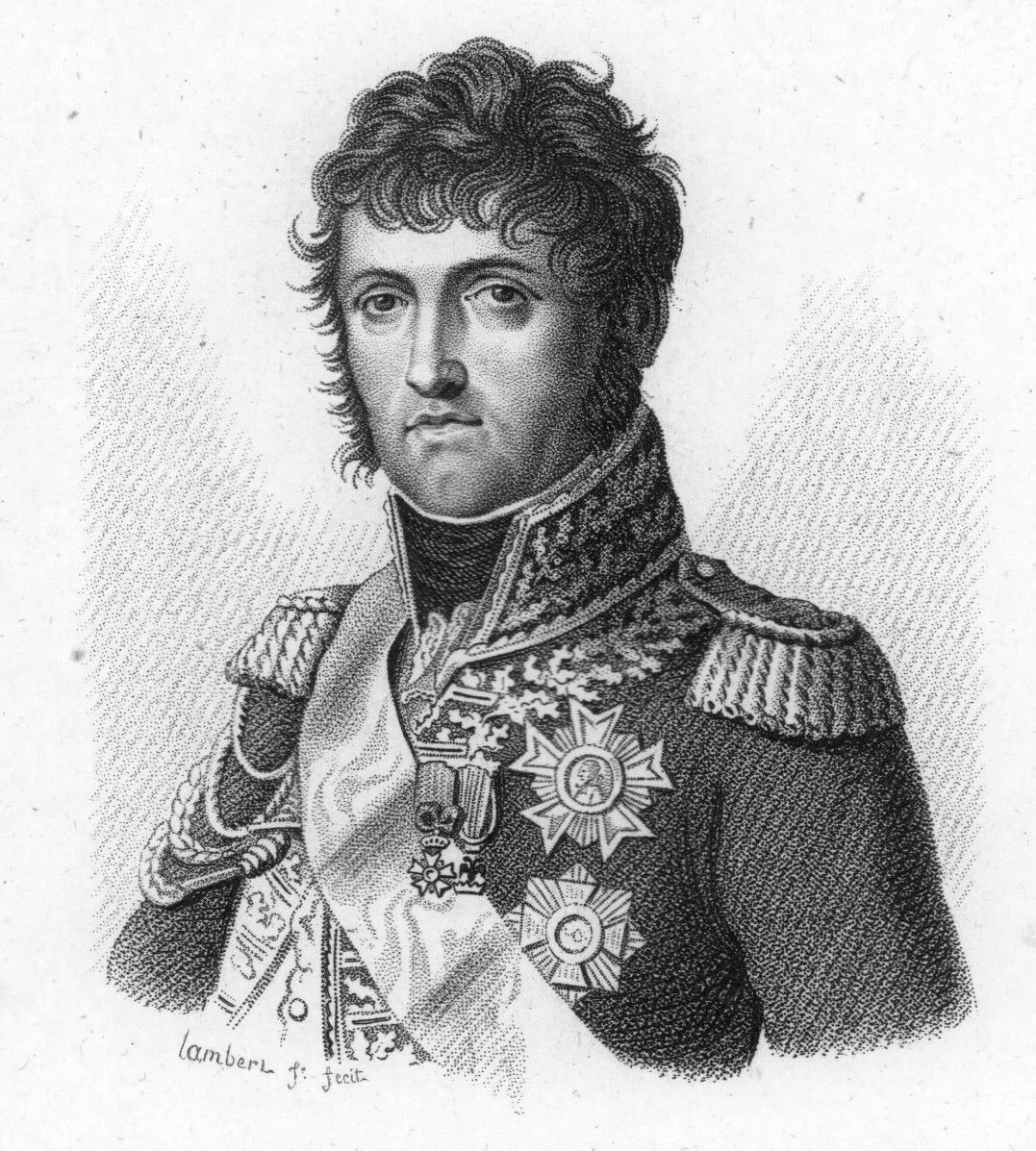
maršál Soult

Roku 1808 doprovázel Napoleona na Pyrenejský poloostrov a obdržel velení Centrální armády. Zvítězil v krvavé bitvě u La Coruñi (16. ledna 1809) proti Britům pod generálem Moorem a vrhl anglo-portugalské vojsko zpět do Porta. Byl jmenován místo Jourdana šéfem generálního štábu armády ve Španělsku a porazil Španěly u Ocaña (12. listopadu 1809), obsadil Sevillu a Španěly zatlačil do Cádizu. Roku 1810 byl jmenován guvernérem Andalusie. Dne 11. března 1811 dobyl Badajoz a odrazil spojené anglické a portugalské vojsko 16. května 1811 u Abufera (nerozhodná bitva). Na jemu svěřeném území Andalusie zavedl civilní správu, opravoval, budoval a vedl si znamenitě i po stránce politické. Spolu se Suchetem (Aragonie) byli jediní francouzští velitelé, kteří na svěřeném území provedli takové reformy, že obyvatelstvo bylo spokojeno a na území bezpečno. Pro neshody s králem Josefem však Soult roku 1813 opustil Španělsko, aby převzal velení gardové pěchoty v bitvě u Grossgörschenu 2. května 1813 (po padlém maršálu Bessièresovi) a přispěl k vítězství v bitvě u Bautzenu (Budyšín – 20. a 21. května 1813). Byl však opět odeslán na španělskou frontu s úkolem zabránit dalšímu postupu Wellingtona. Zaútočil, avšak v bitvě u Cubiry 27. června 1813 byl s velkými ztrátami odražen. Druhý pokus o ofenzívu koncem srpna 1813 skončil jeho porážkou u Irunu a ústupem do Bayonne na jihozápadě Francie. Přestože byl 27. února 1814 opět poražen v bitvě u Orthezu, zůstal aktivní a 19. dubna 1814 porazil se sotva 20 000 muži v krvavé bitvě u Toulouse Wellingtona. Teprve 12. května vyklidil Toulouse a 19. května 1814 uzavřel s Wellingtonem příměří, když se předtím podřídil králi Ludvíkovi XVIII. Králem byl jmenován velitelem 13. divize a dne 3. prosince 1814 francouzským ministrem války po generálu Dupontovi.

### Stodenní císařství

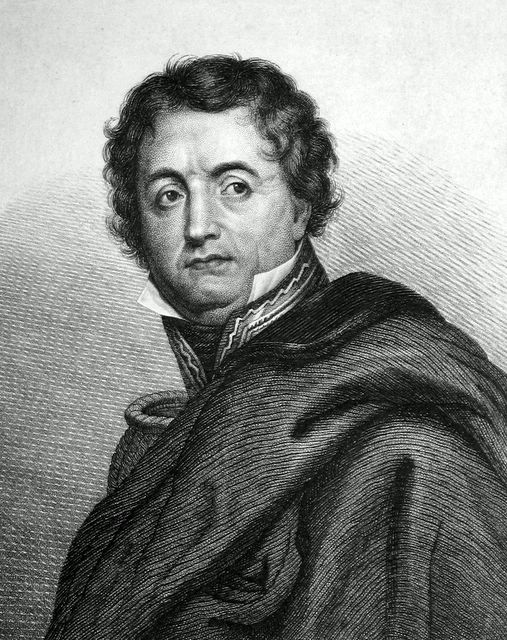

Když Napoleon 1. března 1815 přistál u Fréjusu, označil jej Soult za uzurpátora a dobrodruha, ale přesto mu král nedůvěřoval a nahradil jej v ministerské funkci generálem Clarkem. Soult se stáhl na svůj statek v Saint-Cloud a reagoval až na druhou císařovu výzvu ke spolupráci. Převzal velení generálního štábu (11. května 1815) a v této funkci působil v bitvách u Ligny a Waterloo. Jeho štábní práce v bitvě u Waterloo byla nedostatečná a je považována za jednu z příčin Napoleonovy porážky. Když Napoleon u Laonu armádu opustil, převzal Soult vrchní velení a úspěšně ustoupil s armádou do Soissons. Velení pak předal Davoutovi.

### Restaurace Bourbonů a Červencová monarchie
Královským výnosem z 12. ledna 1816 byl Soult z Francie vypovězen a žil v Düsseldorfu. Roku 1819 obdržel souhlas s návratem do Francie a roku 1821 mu byla vrácena maršálská hodnost. Pak se roku 1827 stal i pairem. Králem Ludvíkem Filipem byl 18. listopadu 1830 jmenován ministrem války a ve funkci zůstal 4 roky, když od roku 1832 byl i ministerským předsedou. Funkci ministerského předsedy vykonával s dvěma přestávkami (první pětiletou, druhou 9měsíční) do roku 1847. Roku 1839 vykonával krátce i funkci ministra zahraničí. V roce 1838 byl mimořádným vyslancem Francie na korunovaci královny Viktorie v Londýně. Po rezignaci na funkci premiéra obdržel od krále Ludvíka Filipa jako jeden ze šesti mužů francouzské historie hodnost vrchního maršála. Zemřel 26. listopadu 1851 na svém zámku Soultberg v Saint-Amans. Je pohřben na hřbitově svého rodného městečka Saint-Amans-Soult.
Maršálova slavná sbírka obrazů, sestávající kromě jiných z 24 pláten Murillových, dále děl Rubensových, El Grecových a Rafaelových, byla po jeho smrti vydražena za 1,5 milionu franků.
Roku 1816 ve vyhnanství napsal své paměti Memoires du marechal-general Soult, které roku 1854 ve třech svazcích vydal jeho syn.

## Rodina
Maršálovou manželkou se stala Jeanne Elisbath Louise Bergová, pocházející z německého Solingenu. Jeho syn Hector Napoleon, 2. vévoda z Dalmácie (1801–1857) sloužil během Restaurace v generálním štábu a od roku 1830 byl v diplomatických službách. Byl francouzským vyslancem v Nizozemí, pak v Piemontu a od roku 1844 v Prusku. Před Únorovou revolucí byl poslancem dolní komory a roku 1850 byl členem Legislativního shromáždění, kde zastupoval zájmy orleánské strany. Po převratu 2. prosince 1851 se zcela stáhl do soukromí.
Bratr maršálův Pierre Benoit Soult (1770–1843) též bojoval v revolučních válkách a poté v císařských taženích. Zemřel jako generálporučík v Tarbes.

## Význam
Maršál Soult byl bez většího vzdělání, ale měl neobyčejný talent pro velení vojsku – fyzickou odolnost, neobyčejnou odvahu, přirozenou prozíravost, rozhodnost i ctižádost. Vypracoval se mezi nejlepší taktiky Napoleonských generálů („nejlepší taktik v Evropě“) a spolu s Davoutem a Lannesem byli jediní, kteří (mimo Napoleona) s úspěchem veleli armádám v samostatných rozsáhlých akcích strategického významu. Třebaže sám sebe prohlašoval za republikána, jeho politika v době kdy zastával premiérskou funkci byla ostře konzervativní, bránící reformám a v širším slova smyslu vytvářela základy k revoluci roku 1848.